# Dmitar Zvonimir
Zvonimir (Z'v'nim[i]r’, Suinimir, Suenimir, Zolomer, Zorobel, Zveri, Zovi, Zoltan, Suoni, Simoni u. a.; lateinisch Demetrius, auch Demetrius Zvonimirus; kroatisch Dmitar Zvonimir bzw. Dimitrije Zvonimir; † 20. April 1089) war von 1075 bis zu seinem Tod König des kroatischen Königreichs. Er war der letzte (oder vorletzte) ethnische kroatische König, der seine Macht über das gesamte Königreich ausüben konnte.

## Leben
Zvonimir stammte aus der kroatischen Trpimirović-Dynastie und war zunächst Ban von Slawonien in den Diensten von König Stephan I. von Kroatien und wurde danach Fürst von Kroatien in Diensten von König Petar Krešimir IV.
Vor seinem Tod im Jahr 1074 erklärte dieser Zvonimir zu seinem Nachfolger, welcher im Frühjahr 1075 den Thron bestieg.

### Regentschaft

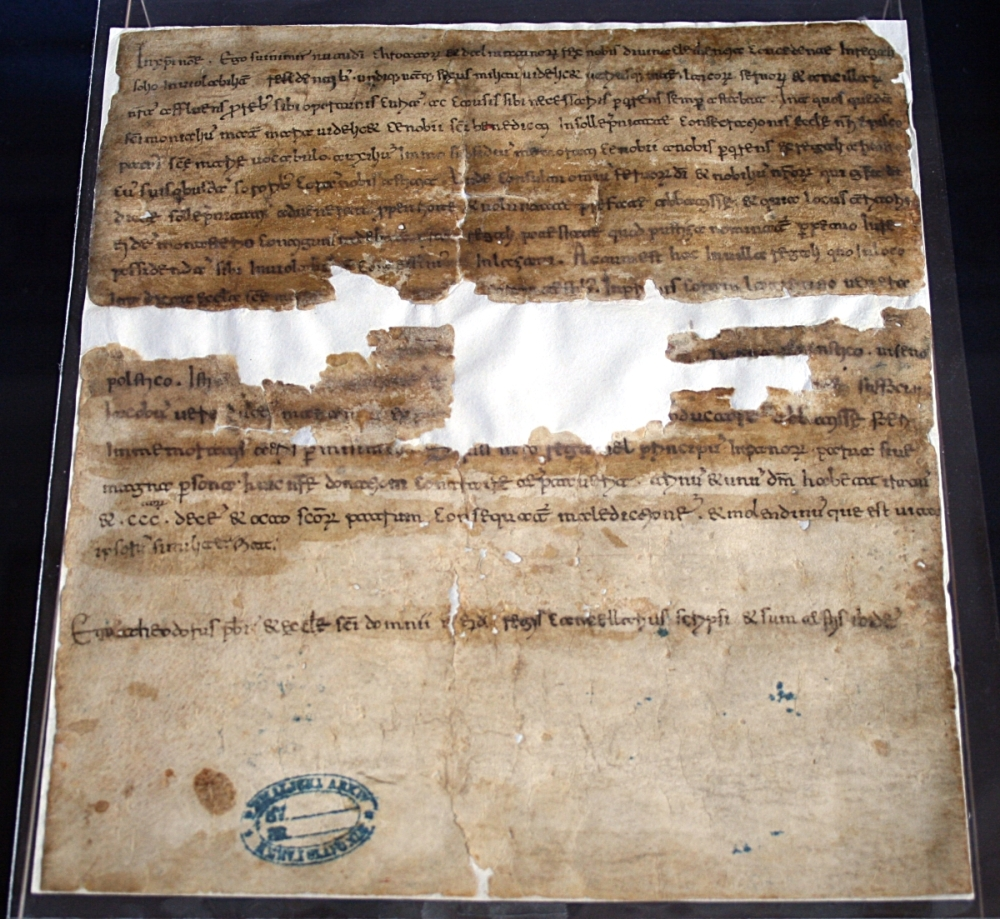
Urkunde einer Schenkung König Zvonimirs (11. Jahrhundert)

Zvonimir wurde am 8. Oktober 1075 in der Basilika des hl. Peter und Moses in Solin von einem Abgesandten des Papstes Gregor VII. gekrönt. Sein Regierungssitz war in Knin, der Stadt die bis heute den Zusatznamen „Zvonimirs Stadt“ trägt.
Er galt als enger Verbündeter des Papstes, institutionalisierte die Gregorianische Reform und schaffte während seiner Regentschaft die Sklaverei ab. Er trat zudem als Gegner des Byzantinischen Reiches auf, das er im Bündnis mit den Normannen bekämpfte.
Im Jahr 1089 bat Papst Urban II. Zvonimir um militärische Unterstützung im Kampf gegen Seldschuken vor Konstantinopel. Zvonimir berief den Sabor auf dem kroatischen Amselfeld nahe Biskupija ein, um mit seinen Streitkräften den Papst zu unterstützen. Er starb jedoch bei dieser Versammlung. Zur Todesursache gibt es zwei Versionen: Die kroatische Redaktion des Presbyter Diocleas schreibt, dass er einer Verschwörung zum Opfer fiel und ermordet wurde, weil er nicht am Ersten Kreuzzug teilnehmen wollte (noch bevor Papst Urban II. 1095 dazu aufgerufen hatte), eine Urkunde Stjepan II. aus 1089 erwähnt Zvonimirs kürzlichen Tod, aber keinen Mord.

### Heiratspolitik und Familienbande

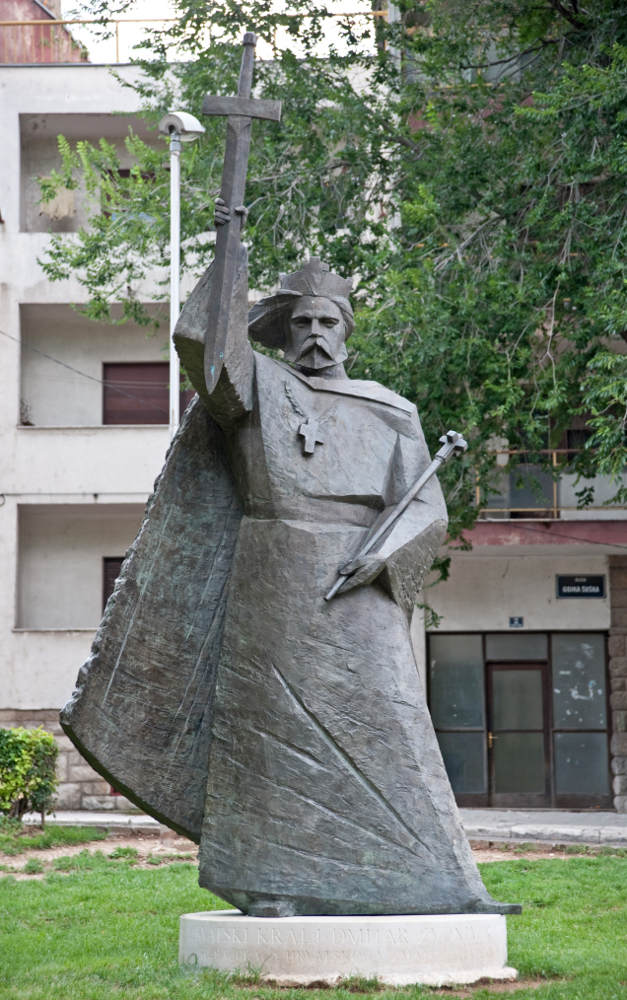
Denkmal des Königs Dmitar Zvonimir (Knin)

Zvonimir war ab 1063 mit der entfernten Verwandten Jelena die Schöne (Jelena lijepa), einer Schwester der Könige Géza I. und Ladislaus I. verheiratet. Durch Jelena verbanden ihn Familienbande zur königlichen Familie des Königreichs Ungarn sowie zu Polen, Dänemark, Bulgarien und Byzanz.
Jelena brachte zwei Kinder zur Welt: Sohn Radovan starb jedoch bereits vor seinem Vater. Tochter Claudia heiratete später der Voivoden von Lapcani Lika.
Die kulturell und historisch bedeutende Tafel von Baška wurde kurz nach dem Tod von Zvonimir geschaffen und verweist auf ihn und einige weitere Adlige aus dem elften Jahrhundert.